# カモノハシ (植物)
カモノハシ (Ischaemum aristatum L. var. glaucum (Honda) T. Koyama) は、単子葉植物イネ科カモノハシ属の植物である。（同じカモノハシと呼ばれる動物もいる。）

## 特徴
葉の間から抜け出る穂が特徴的である。この穂は、一見すると枝のない棒状に見えるが、手にとって見ると、偏平な面で互いに寄り合った2本の枝からなることが分かる。これがカモの嘴のように見えることが名称の由来である。
背の低い日向の草原に生育する多年草で、根元の茎はやや横に這い、小さな集団を作る。茎はやや立ち上がり、多数の葉をつける。葉は線形でやや硬い。
花は夏から秋に出る。細く直線状の柄が葉の間から高く抜き出て、その先端に1個の穂がつく。穂は長さ4–8cm、太い円柱形で、全体としては狭い楕円形に見える。見かけ上は一つに見えるが、実際には背中合わせに2本の枝がある。それぞれの背面は平坦で、密着すると1本に見える。小穂はすべて穂の枝に密着して生じる。楕円形で偏平、その形が大きいので、穂全体が大きな鱗でできているように見え、乾くと小穂が反り返るので、ぎざぎざとした印象になる。
本州から九州の湿った草地や海岸付近に生育する。

### 小穂の構造
この類の穂は、真っすぐな軸の片面に小穂が密着するように並んでいるが、2つずつの小穂が組になっている。第一小穂は短い柄があってその先につき、第二小穂はその柄の基部について、それ自身にはほとんど柄をもたない。どちらの小穂も楕円形で左右に偏平になっており、それぞれを構成する穎（えい）は、どれも二つ折りになっている。
2つの小穂は形の上でも多少異なっているが、性別がはっきりと異なる。柄の先につく第一小穂は2個の雄花を含む。柄の基部にある第二小穂は第一小花は雄性、第二小花は両性花となっている。いずれも外側の穎はやや硬い革質、内側の穎は膜質である。
カモノハシの花の場合、どの小穂にも芒がないが、ケカモノハシの場合、第二小穂の第二小花の護穎に芒（のぎ）が出る。

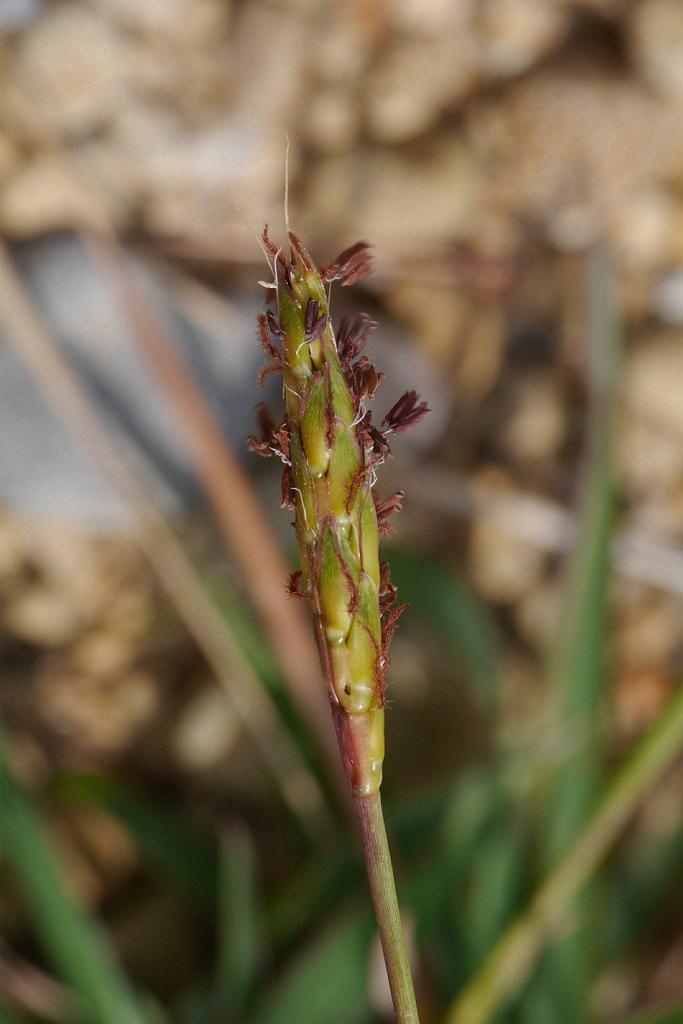
開花中の花穂
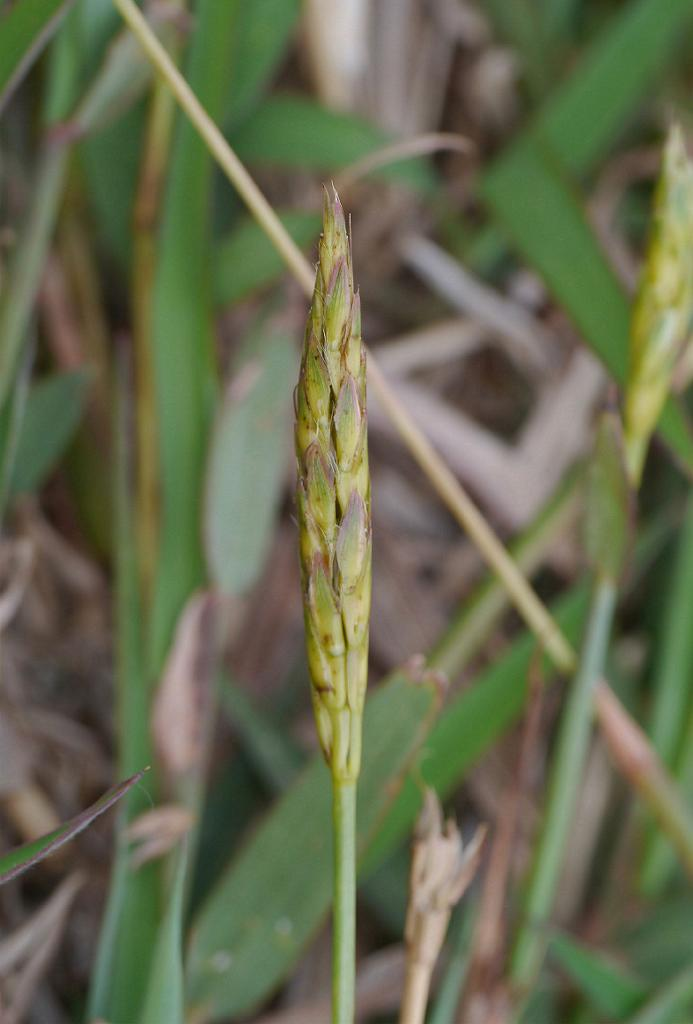
開花後の花穂

## 近縁種
カモノハシ属は、世界の熱帯から暖帯に約50種ほどが分布し、特にアジア南部から太平洋の島嶼に種類が多い。日本ではこのほかにいくつかの種がある。代表的なものを挙げる。下記のほかに、南西諸島に若干の種が知られる。
- タイワンカモノハシ (I. aristatum L. var. aristatum) - カモノハシの基本変種に当たる。 第二小穂の第四穎に芒が発達する点で区別される。本州南部から以南、琉球列島から中国南部をへてインドシナまで分布する。
- ケカモノハシ (I. anthephoroides (Steud.) Miq.) - 全体にやや大きく、穂一面に毛が生えていること、茎の節にも毛が生えることで区別される。カモノハシは全株にほとんど毛がない。海岸の砂地に生える海浜植物で、日本では北海道から九州まで生育地があり、朝鮮、中国にも分布する。
- ハナカモノハシ (I. aureum (H. et A.) Hack) - トカラ以南の琉球列島の海岸の岩場に束生状に生える。小穂にはすべて芒が発達する。